# Zumbis do Espaço
Zumbis do Espaço é uma banda brasileira de horror punk fundada em 1996 na cidade de Taubaté, no estado de São Paulo.

## História da banda

### O início e anos 1990
A banda surge em 1996, idealizada por Tor Tauil, Zumbilly e Gargoyle. Aficionados por filmes, quadrinhos e livros de terror e ficção científica, tiveram a ideia de formar uma banda voltada exclusivamente para essa temática, com letras em português.
Ainda neste ano, a banda gravou sua primeira fita demo intitulada Demonotape, com quatro músicas que viriam a ser gravadas para o futuro álbum A Invasão. O álbum seria lançado apenas em 1997 e foi bem recebido pela crítica na época devido a sonoridade que remetia ao The Misfits, banda de horror punk considerada maior exponente do gênero da história.[carece de fontes?]
Ainda em 1997, Gargoyle deixa a banda por motivos pessoais e é substituído por Fábio "El Phantasma" Balbo, baixista que havia tocado na primeira formação da banda Street Bulldogs. Com a nova formação, a banda gravou seu novo EP intitulado 3 Clássicos do Inferno e participou do programa Ultrasom da MTV Brasil no ano seguinte de 1998.
No início de 1999, um grave acidente de moto tirou a vida de El Phantasma e encerrou as atividades da banda até o retorno de Gargoyle, substituindo o finado baixista. O álbum Despertar da Besta que já estava em produção, foi lançado no mesmo ano em homenagem a El Phantasma. No fim do mesmo ano gravaram Abominável Mundo Monstro, lançado em março de 2000. O álbum definiu o estilo da banda, juntando com sucesso influências tão diversas como punk rock, metal, country e rockabilly e psychobilly.

### Década de 2000
A banda iniciou os anos 2000 sendo convidada a se apresentar junto com Marky Ramone and the Intruders, que estavam em turnê pelo Brasil. Na mesma época, foi gravado o álbum ao vivo O Mal Nunca Morre em uma única apresentação em São Paulo no Hangar 110, em dezembro de 2000.
Em 2002, a banda participa do programa Musikaos, na TV Cultura. Em março do mesmo ano, foi lançado o álbum Aberrações Que Somos. Em maio, lançaram na Europa o álbum de compilação Games of Horror 1996-99, uma coletânea dos 3 primeiros álbuns da banda. No fim do mesmo ano, ficou responsável pela trilha sonora do filme Crônicas de um Zumbi Adolescente e participaram do CD Tributo ao Garotos Podres regravando a música "Verme", sucesso da banda do ABC Paulista.
Em 2003, a banda dá continuidade à turnê do álbum Aberrações Que Somos. Em 31 de outubro de 2003, gravam o segundo álbum ao vivo da banda, intitulado Somente Esta Noite: Aberrações Ao Vivo, durante o já tradicional show de Halloween do grupo em São Paulo. O álbum é lançado no início de 2004.
Em 2005, gravam o primeiro DVD ao vivo da banda.

### 2009-2015
Em 2009, é lançado o novo CD da banda intitulado Destructus Maximus. Logo após o lançamento do novo CD, Hank Alien anuncia a saída da banda e então é substituído por Renato Machado, então guitarrista da banda Lock Fistt.
Em 2012, lançam seu sétimo álbum de estúdio, Nós Viemos Em Paz, via HeartsBleedBlue em dois formatos: CD digipack e Vinil 12″ nas cores laranja opaco, laranja translúcido e magenta.
No final de 2015, Renato Machado, terceiro guitarrista da história da banda, anunciou sua saída do Zumbis do Espaço.

### 2016: Lançamento deEm Uma Missão de Satanás
Em 6 de junho de 2016, fazendo referência ao número 666, a banda lançou o álbum Em uma Missão de Satanás. Com 11 faixas e duração aproximada de 30 minutos, o disco teve sua arte de capa assinada por Ed Repka, conhecido por seus trabalhos com grandes nomes como Megadeth e Venom. Além de ter sido lançado em CD digipack, também foi disponibilizado pela gravadora Hearts Bleed Blue em vinil amarelo de 180 gramas e fita K7. Esse foi o primeiro álbum com Rafael Romanelli 'Manialcool' na guitarra.
Para promover o disco, a banda gravou um videoclipe da faixa "O Mal Imortal", com participação especial de Zé do Caixão. O álbum também conta com a participação especial de Amilcar Christófaro da banda Torture Squad na bateria.
Em uma Missão de Satanás esteve entre os 50 melhores discos nacionais de 2016, segundo o site Tenho Mais Discos Que Amigos!.
Ainda em 2016, após o lançamento do disco, a banda se apresentou na 19ª edição do Porão do Rock, realizada no estacionamento do Estádio Mané Garrincha, em Brasília.

### 2019: Lançamento deMonstros Dominantes
Em 2019, lançam o trabalho Monstros Dominantes, por meio da Hearts Bleed Blue (HBB), nos formatos LP, K7 e CD.
"Após a saída de Zumbilly, os Zumbis do Espaço se apresentaram no Oxigênio Festival, em novembro de 2022, já com seu novo baterista, Guilherme Martin, o 'Guillaz Von Martian'.
A banda se apresentou na Horror Expo 2023 em São Paulo.

### 2024: Lançamento deA Fúria Selvagem
Em 2024, a banda lançou A Fúria Selvagem, seu décimo álbum de estúdio e o primeiro com material inédito em cinco anos. O disco foi gravado entre outubro e dezembro de 2023 no estúdio Hillvalley, em Porto Alegre, com produção de Davi Pacote. A capa, assinada por Von Victor, apresenta referências à trajetória da banda e elementos visuais inspirados em seriados japoneses e filmes de ficção científica dos anos 1950.
Durante a turnê de lançamento, o baixo ficou a cargo de Val Santos, produtor, compositor e multi-instrumentista conhecido por sua atuação nas bandas Toyshop, Brutal Brega e Viper.

## Integrantes

### Formação atual
- Tor: vocal (1996 - presente)
- Manialcool: guitarra (2016 - presente)
- Gargoyle: baixo (1996 - 1997; 1999 - presente)
- Guillaz Von Martian: bateria (2022 - presente)

### Ex-integrantes
- Zumbilly: bateria (1996 - 2022)
- El Phantasma: baixo (1997 - 1999)
- Renato Machado: guitarra (2009 - 2015)
- Hank Alien: guitarra (2000 - 2009)
- Cromo: guitarra (1996 - 2000)

## Discografia

#### EPs e fitas demo
- Demonotape (1996)
- 3 Clássicos do Inferno (1997)
- Pesadelo Brasileiro (1998)
- O Despertar da Besta (1999)

#### Álbuns
- Invasão (1997)
- Abominável Mundo Monstro (2000)
- Aberrações que Somos (2002)
- Aqui Começa o Inferno (2005)
- Destructus Maximus (2009)
- Nós Viemos em Paz (2012)
- Em Uma Missão de Satanás (2016)
- Monstros Dominantes (2019)
- A Fúria Selvagem (2024)[20][21]

#### Álbuns de compilação
- Horror Rock Deluxe (2000)
- Games of Horror 1996-99 (2002)

#### Álbuns ao vivo
- O Mal Nunca Morre (2001)
- Aberrações Ao Vivo (2004)
- Destructour - O Chamado da Estrada (2011)